# Yannis Stournaras
Yannis Stournaras (in greco: Γιάννης Στουρνάρας; Atene, 10 dicembre 1956) è un economista, banchiere e politico greco.

## Biografia
Nato nel 1956 in Atene, ha studiato economia all'Università di Atene e condotto studi di specializzazione presso l'Università di Oxford. Ha lavorato come consulente speciale del Ministero dell'economia nazionale dal 1986 al 1989, ed è stato consigliere speciale della Banca di Grecia dal 1989 al 1994. È stato membro della commissione economica e monetaria della Unione europea dal 1994 al 2000.
Dal 1989 insegna presso il Dipartimento di Economia dell'Università di Atene.
Il 17 maggio 2012, ha assunto il Ministero dello Sviluppo e competitività fino alle elezioni parlamentari del 2012.
È stato presidente e amministratore delegato della Emporiki Bank (Εμπορική Τράπεζα της Ελλάδος, Banca commerciale greca). È direttore generale della Foundation for Economic and Industrial Research (ΙΟΒΕ-Ιδρύματος Οικονομικών και Βιομηχανικών Ερευνών).
Dal 26 giugno 2012 è ministro delle finanze della repubblica greca, nel governo guidato da Antōnīs Samaras, in sostituzione di Vassilis Rapanos, costretto a rinunciare al mandato a causa di gravi problemi di salute.